# Фатовець
Фатове́ць — село в Україні, входить до П'ядицької сільської громади Коломийського району Івано-Франківської області.
До 2016 року село було підпорядковано Великокам’янській сільській раді колишнього Коломийського району Івано-Франківської області.

## Географія
У селі бере початок річка Ставище, права притока Грушки.

## Історія
Колишня назва — Фатівці (1614 рік). 
Історична дата утворення — 1940 рік.
Назва села — Фатовець чи Хватовець походить від прізвища Хватів, де «хват», за словами Б. Грінченка — це блазень, пустун.
Вперше село згадується 4 травня 1472 року як «Chwatowcze» в книгах галицького суду.
25 березня 1944 року боївка ОУН «Залізняка», що нараховувала 13 осіб, роззброїла в с. Фатівці на Коломийщині 24 угорських гонведів.
Нова церква (на світлині) була побудована на місці старої Церкви Різдва Пр. Богородиці (1793 р.).
З кінця 40-х до кінця 70-х років ΧΧ століття у селі видобували торф.

## Світлини